# 辛安玉皇庙
辛安玉皇庙，位于山西省长治市潞城区黄牛蹄乡辛安村。
2016年6月6日，辛安玉皇庙公布为第五批山西省文物保护单位，编号5-83，古建筑类，年代为明、清、民国 。